# Seznam slovenskih rock skupin
V Sloveniji delujejo številne rockovske skupine. Tu so naštete odmevnejše.

## 0–9
- 7th angel

## A
- Adam
- Age of Ants
- Agencija Rokenrol
- Alo!Stari
- Ana Pupedan
- Anavrin
- Antioksidanti
- Aperion
- Arcus
- Avtomobili
- Avven

## B
- Baby Can Dance
- Banditi
- Berlinski zid
- Begnagrad
- Bele vrane
- Big Bibls Brothers Band
- Big Foot Mama
- Billysi
- Bitch Boys
- BO!
- Body Says No
- Bohem
- Bombe
- Borghesia?
- Bossa De Novo
- Buldogi
- Buldožer
- Boomerang
- Brem
- Buržuazija

## C
- Caminoigra
- Carpe Diem (ska/pop/rock)
- Center za dehumanizacijo
- Charlie Butterfly
- Chateau
- Clockwork Psycho

## D
- Da Phenomena
- Damin Gambit
- Dan D
- Day out
- DDV (punk)
- Dead by Grace
- Deck Janiels
- Delirium
- Društvo mrtvih pesnikov
- Demolition Group
- Dežurni krivci
- Dicky B. Hardy
- Division
- Dixons
- Dom za sanje
- Don Mentony Band
- DreamOn
- D - FACT
- Drevored
- Dubzilla

## E
- Ego Malfunction
- ElaBanda
- Elevators
- Elvis Jackson
- El Kachon
- EMBER
- Embrio
- Ewok
- EIGHTBOMB

## F
- Fappers, The
- Faraoni
- Feedback
- Final Approach
- Foršus
- Frezzas
- FrozenchilD
- Frame
- Freaks of friday
- Funk You

## G
- Gas Max
- Gast'r'bajtr's
- General Musashi
- Germinal
- Golliwog
- Gottschee
- GoGs
- Growing Rats
- GUNI GUNI

## H
- Harpier
- HairX
- Halo
- Hazard
- Happy Ol' McWeasel
- Hamo & Tribute 2 Love
- Hellcats
- Hellex
- Hiša
- Hish N' Band
- Heilenstein
- Heavy Les Wanted
- Hogminister
- Hudobni Volk

## I
- Ice On Fire
- I.C.E.
- Icarus down (emo, alternativni rock, hardcore)
- Imperij (glasbena skupina)
- In a maze (hardrock)
- Incurabili
- Indust Bag
- Infected
- Interceptor
- Intimn Frizurn
- Invite
- ION
- It's not for sale
- Izvir

## J
- Jacuzzy
- Jam Fuzz
- Jankec koblt
- Jegulja
- Jet Black Diamonds
- Joker Out
- Joko Ono
- JUNK - Junaki nočne kronike

## K
- KAOZ
- K Sound XXX
- Kačji pastirji
- Kameleoni
- Karamela
- Karmakoma
- Katalena
- Kennybal Smith
- Kill Kenny
- Koala Voice
- Kontradikshn
- Kramp
- Kraški ovčarji
- Kuzle
- Kvinton
- Kronika
- Kalamari

## L
- Lačni Franz
- Laibach ?
- Leaf-fat (punk-rock, emo)
- Leeloojamais
- Leer
- Legalo Kriminalo (punk, rock)
- Lene kosti
- Leonart
- Lintvern
- Lipstick Stain
- Liquf
- Little pig (punk, rock)
- Lumberjack
- Los Ventilos
- Lost Void
- Low Value
- Lublanski psi (punk)
- Lucky cupids
- Lombardo
- Lotus
- Lynch
- Licence To Hate

## M
- Martin Krpan
- Martin Ramoveš Band
- Melanholiki
- Melodrom
- Meter Ograje
- Mi2
- Miladojka Youneed
- MisterMarsh
- Mit
- Mladi levi
- Muff
- Murve
- Muškat Hamburg
- MRFY

## N
- Nčodnč
- NeSeBat
- Nevember1
- Nijana Odkobold
- New creatives inc.
- Niet (punk, punk-rock)
- Nitrox
- Niowt
- NLP - Na Lepem Prijazni
- NMN
- Noair
- Non finire mai
- Nove konzerve
- Noxire
- Nude

## O
- Once was never
- Objem
- Oko
- Olivija
- O.S.T.
- OF
- Orlek
- Ooral Sea
- Ostrokljuni

## P
- Pankeroschi
- Pankrti
- Parliament Attack
- Phuel
- Pomorac
- Pop Design
- Posodi mi jurja
- Planet groove
- Prah
- Predmestje (jazz-rock)
- Pridigarji
- Preporod
- Prismojeni profesorji bluesa
- Prizma
- Pudding fields
- Prava stvar
- Puppetz
- Psycho-Path
- Pi Jammies

## Q
- Quatebriga

## R
- Racija
- Ragman
- Red Five Point Star
- Regrat
- Requiem
- Res Nullius
- Ride On
- Rock Partyzani
- Rok 'n' Band
- Rukola
- Rudolfovo
- Rodoljubac

## S
- Sarcazm
- Sabalmoza
- San Di EGO
- Sarra
- Sausages
- Sedef
- Sensation
- Sell Out
- September
- Seventh Angel
- Shyam
- Siddharta
- Sinovi
- Skaktus
- Skalp
- Slon in sadež
- Sokoli
- Sons
- Sorrow
- Sphericube
- Spill of ink
- Srce
- Stara Mama Bend
- Stara šula
- Stendbaj
- StillOut
- Stone Orange
- Stranci
- Strangers
- Stražarji časa
- Strip
- Summerville
- Soul Collectors
- Snowblind
- Snežna kraljica
- Shutdown
- Spotless Minds
- Suzi Soprano

## Š
- Šank Rock
- Šentviški marginalci
- Šnorkl band
- Šund

## T
- Tabu
- The Bunker
- The Dazzled
- The Drinkers
- The Free Night Ride
- The Lift
- The Perception
- The Stroj
- The Silver Beetle Band
- The Štrudls
- The Sticky Licks
- Thunderbabies
- Thommy & The Easy Peasies
- Tide
- Toni Bencinski Co.
- Top Stripper
- Toronto Drug Bust
- Toxic Heart
- Trash Candy

## U
- Ugrizni Se
- Ultra
- Undertaker
- Uros Planinc Group
- Utopija

## V
- VKM
- Veronique
- Versus
- V okovih

## W
- Wild Crew
- We Can't Sleep at Night
- Werefox

## Y
- Yoko Nono

## Z
- Zgrešeni primeri
- Zasilni izhod
- Zebra dots
- Zmelkoow
- Zablujena generacija
- Zaklonišče prepeva